# Rybnik
Rybnik é uma cidade da Polônia, na voivodia da Silésia, na aglomeração urbana de Rybnik. Estende-se por uma área de 148,36 km², com 139 129 habitantes, segundo os censos de 2017, com uma densidade de 937,8 hab/km².